# ریکاردو ریکو
ریکاردو ریکو (ایتالیایی: Riccardo Riccò؛ زادهٔ ۱ سپتامبر ۱۹۸۳) دوچرخه‌سوار اهل ایتالیا است. وی در مسابقات تور دو فرانس و جیرو دیتالیا شرکت کرده است.